# Slope
Slope – wieś w Słowenii, w gminie Hrpelje-Kozina. 1 stycznia 2017 liczyła 71 mieszkańców.